# Coats (Kansas)
Coats é uma cidade localizada no estado americano de Kansas, no Condado de Pratt.

## Demografia
Segundo o censo americano de 2000, a sua população era de 112 habitantes.
Em 2006, foi estimada uma população de 110, um decréscimo de 2 (-1.8%).

## Geografia
De acordo com o United States Census Bureau tem uma área de
0,5 km², dos quais 0,5 km² cobertos por terra e 0,0 km² cobertos por água. Coats localiza-se a aproximadamente 602 m acima do nível do mar.

## Localidades na vizinhança
O diagrama seguinte representa as localidades num raio de 28 km ao redor de Coats.